# Ferulago galbanifera
Ferulago galbanifera là một loài thực vật có hoa trong họ Hoa tán. Loài này được (Mill.) W.D.J.Koch mô tả khoa học đầu tiên năm 1835.